# Ordre de la Liberté (Portugal)

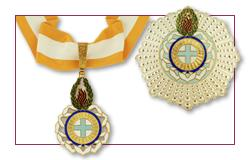
Ordre de la Liberté

Pour les articles homonymes, voir Ordre de la Liberté.
L'ordre de la Liberté (Ordem da Liberdade en portugais) est un ordre honorifique portugais qui distingue des personnes et des collectivités en raison de leurs actions en faveur de la liberté, de la démocratie et des droits de l'homme. Il a été créé en octobre 1976 pour honorer ceux qui s'étaient impliqués dans la révolution des Œillets en avril 1974. Depuis, ses objectifs ont évolué et l'ordre de la Liberté fait désormais référence à la défense des valeurs de civilisation, de la dignité humaine et de la liberté.

## Grades
Comme les autres ordres honorifiques du Portugal, l'ordre de la Liberté a des membres « titulaires » et des membres « honorifiques ». Les membres titulaires ne peuvent être que des personnes de nationalité portugaise. Les membres honorifiques peuvent être des personnalités étrangères, des institutions et des collectivités.
L'ordre de la Liberté possède six grades : 
- Grand collier
- Grand-croix
- Grand officier
- Commandeur
- Officier
- Chevalier / Dame

| Rubans           |             |               |
| Chevalier / Dame | Officier    | Commandeur    |
| Grand officier   | Grand-croix | Grand collier |

Le président de la République est, d'office, grand maître de l'ordre de la Liberté, comme de tous les ordres honorifiques du pays. 
Parmi les vingt personnalités étrangères décorées du grand collier de l'ordre de la Liberté figurent notamment : François Mitterrand, Václav Havel, Nelson Mandela, Lech Wałęsa, Kofi Annan, Michelle Bachelet, François Hollande, Emmanuel Macron.